# NGC 3763
NGC 3763 = IC 714 ist eine Balken-Spiralgalaxie vom Hubble-Typ SBc im Sternbild Becher am Südsternhimmel. Sie ist schätzungsweise 256 Millionen Lichtjahre von der Milchstraße entfernt und hat einen Durchmesser von etwa 85.000 Lichtjahren. 

Im selben Himmelsareal befinden sich u. a. die Galaxien NGC 3722, NGC 3724, NGC 3732, NGC 3789.
Das Objekt wurde im Jahr 1880 vom britischen Astronomen Andrew Ainslie Common entdeckt.